# Eszter Dara
Dans le nom hongrois Dara Eszter, le nom de famille précède le prénom, mais cet article utilise l’ordre habituel en français Eszter Dara, où le prénom précède le nom.
Eszter Dara, née le 30 mai 1990 à Budapest, est une nageuse hongroise.

## Biographie
Aux Championnats d'Europe en petit bassin 2008, elle décroche la médaille de bronze sur le 100 m papillon.
Elle devient championne d'Europe à Budapest en 2010 en tant que membre du relais 4 × 200 m nage libre.
Elle a participé aux Jeux olympiques de Pékin 2008 et de Londres 2012.